# Beau Garrett
Beau Jesse Garrett (Los Angeles, 28 december 1982) is een Amerikaans actrice en model.
Nadat Garrett gastrollen kreeg in de televisieseries North Shore, Entourage en Head Cases, kreeg ze in 2006 de rol van Amy Harrington in de horrorfilm Turistas.
In 2007 kreeg ze, naast rollen in kleine films, een rol in Fantastic Four: Rise of the Silver Surfer. Ze was in 2008 te zien in Made of Honor.

## Filmografie
- 2006: Turistas - Amy Harrington
- 2007: Unearthed - Caya
- 2007: Live! - Krista
- 2007: Fantastic Four: Rise of the Silver Surfer - Kapitein Frankie Raye
- 2008: Ivory - Alicia
- 2008: Made of Honor - Gloria
- 2010: Tron: Legacy - Gem
- 2011: Criminal Minds: Suspect Behavior - Gina LaSalle
- 2014: Lust for Love - Mila
- 2015: In Stereo - Brenda Schiffer
- 2016: Love by Chance - Claire Michaels; televisiefilm

- Biblioteca Nacional de España: XX5647830
- Library of Congress Control Number: no2011056706
- Virtual International Authority File: 170040746
- WorldCat: E39PBJpPBP6MwvGKQq8xRqQwmd